# Tundra subantarktyczna

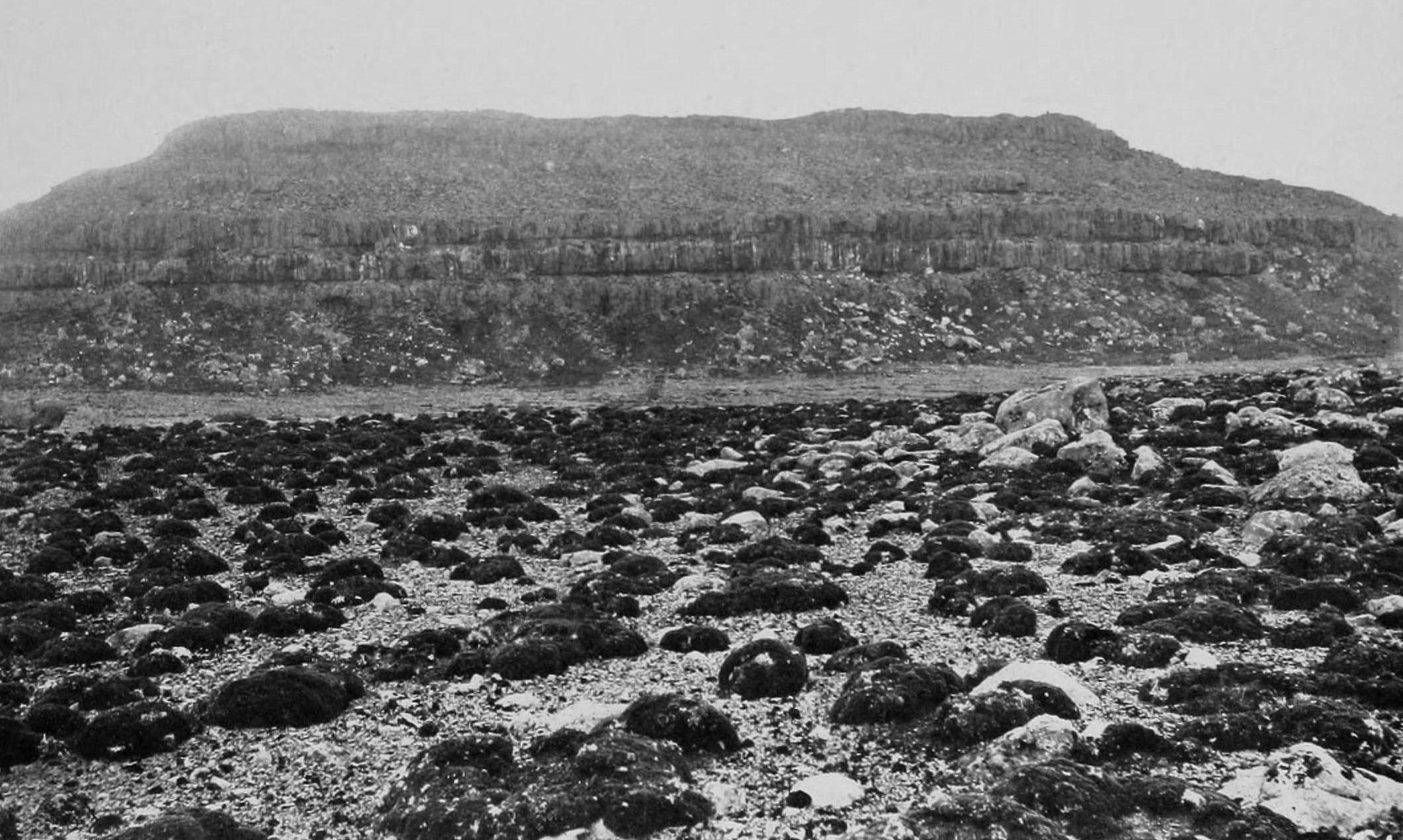
Poduchy Azorella selago na Wyspach Kerguelena

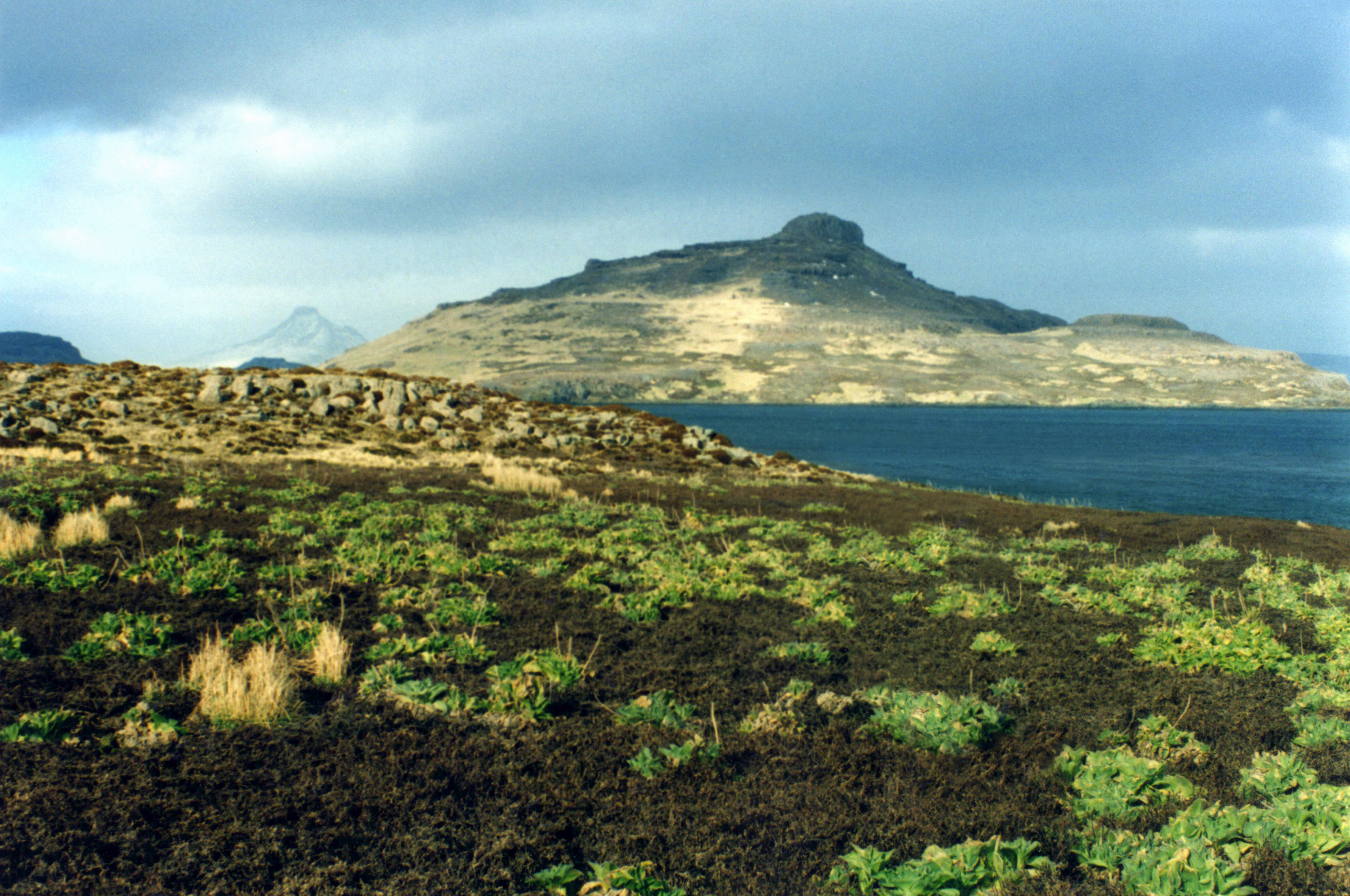
Kapusta kergueleńska wśród kobierców aceny

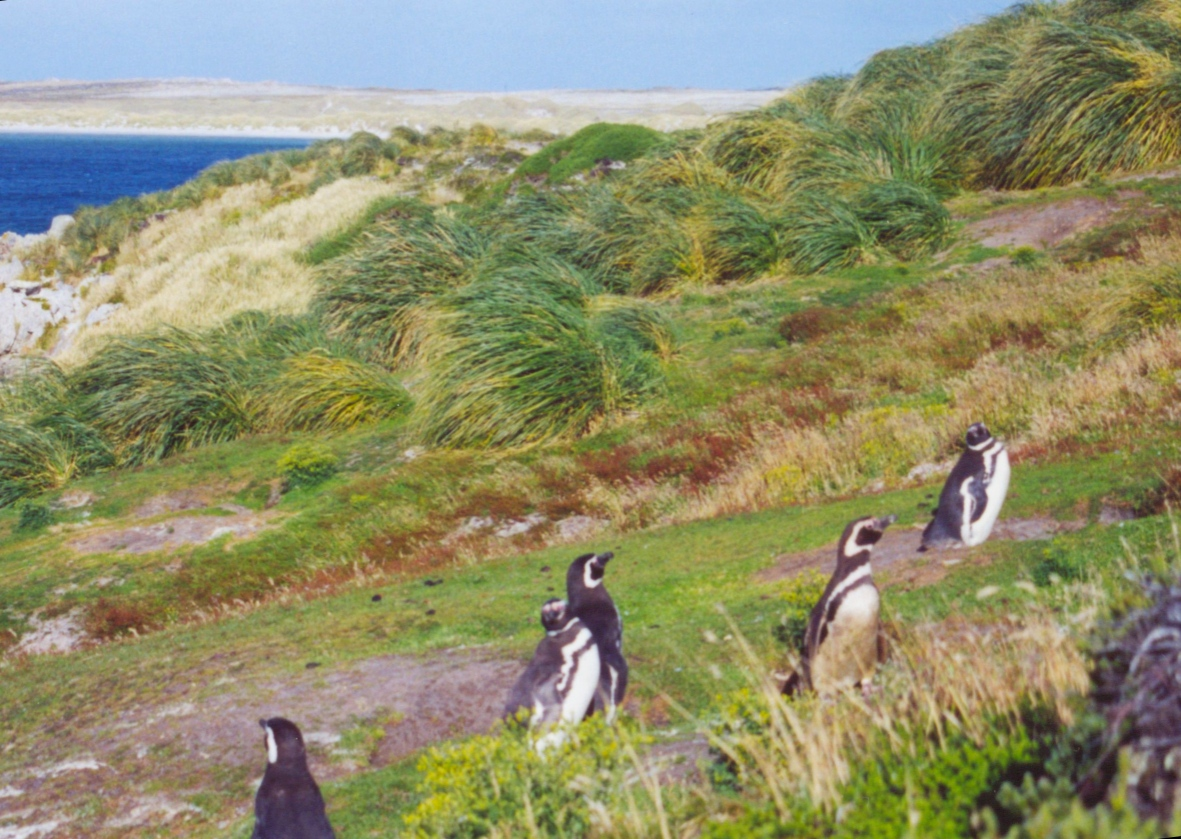
Kępy Poa flabellata (w tle) na Falklandach

Tundra subantarktyczna – formacja roślinna typowa dla wysp subantarktycznych, tworzących odrębny obszar Wysp Subantarktycznych w obrębie państwa florystycznego Holantarctis (państwo antarktyczne, państwo holantarktyczne). Podobnie jak tundra na półkuli północnej jest bezdrzewna (na północy zasięgu pojawiają się krzewy i niskie drzewa). Odmienne warunki klimatyczne i kompozycja gatunkowa powodują, że poza brakiem drzew brak w zasadzie innych podobieństw między tundrami obu półkul. Formacje subantarktyczne o charakterze tundrowym są różnie definiowane i różnie przedstawiany jest zakres ich występowania. Mianem tundry antarktycznej (pustyni polarnej) określane bywają porostowo-mszyste zbiorowiska występujące na południe od strefy konwergencji antarktycznej (głównie kontynentalna Antarktyda). Północną granicę zasięgu tundry subantarktycznej stanowi granica subantarktyki, przy czym jej zasięg w niektórych źródłach bywa mniejszy i nie obejmuje wysp atlantyckich (Tristan da Cunha i Gough) lub też są one włączane. Niektóre zbiorowiska i gatunki typowe dla wysp subantarktycznych występują także na Tasmanii i na południowych krańcach Ameryki Południowej, a nawet wzdłuż Andów docierają w okolice równika. 

## Warunki geograficzno-klimatyczne i edaficzne
Formacja kształtuje się pod silnym wpływem klimatu oceanicznego. Panują tu niskie, ale zazwyczaj dodatnie temperatury, o małej zmienności w ciągu roku. Charakterystyczne są bardzo silne wiatry, wiejące ze stałego kierunku. Klimat jest bardzo wilgotny – częste są tu mgły, znaczne są opady, zwykle w formie długotrwałych mżawek i drobnego deszczu. Opady śniegu mogą zdarzyć się niemal w każdej porze roku, jednak zwykle szybko on topnieje – brak okresu z pokrywą śnieżną. Roślinność wykształca się w niższych położeniach, do ok. 500 m n.p.m. Tereny wyżej położone to nagie skały lub skały pokryte zbiorowiskami mszysto-porostowymi. 
Subantarktyka cechuje się dużym udziałem torfowisk, przy czym kwaśne torfy występują tu nie tylko w zagłębieniach, ale na różnych formach terenu, w tym na stromych stokach o nachyleniu nawet do 70° (zob. torfowisko kołdrowe). W tworzeniu torfu udział mają głównie rośliny poduszkowe, podczas gdy mszaki, w tym istotne dla torfowisk półkuli północnej torfowce, odgrywają mniejszą rolę. W północnej części subantarktyki rośliny poduszkowe występują tylko w wyższych położeniach, a na mokradłach występują karłowe drzewa, krzewy i drzewiaste paprocie, podczas gdy w południowej rośliny poduszkowe schodzą do poziomu morza i brak jest w nich roślin drzewiastych.
Na zróżnicowanie roślinności na różnych wyspach i w różnych siedliskach kluczowy wpływ mają: różnice w warunkach termicznych w zależności od szerokości geograficznej, na jakiej leży wyspa, ukształtowanie terenu (ekspozycja lub ochrona przed zachodnimi wiatrami), powierzchnia wyspy i stopień jej izolacji, wilgotność i żyzność siedliska oraz wpływ aerozolu morskiego i zwierząt.

## Flora

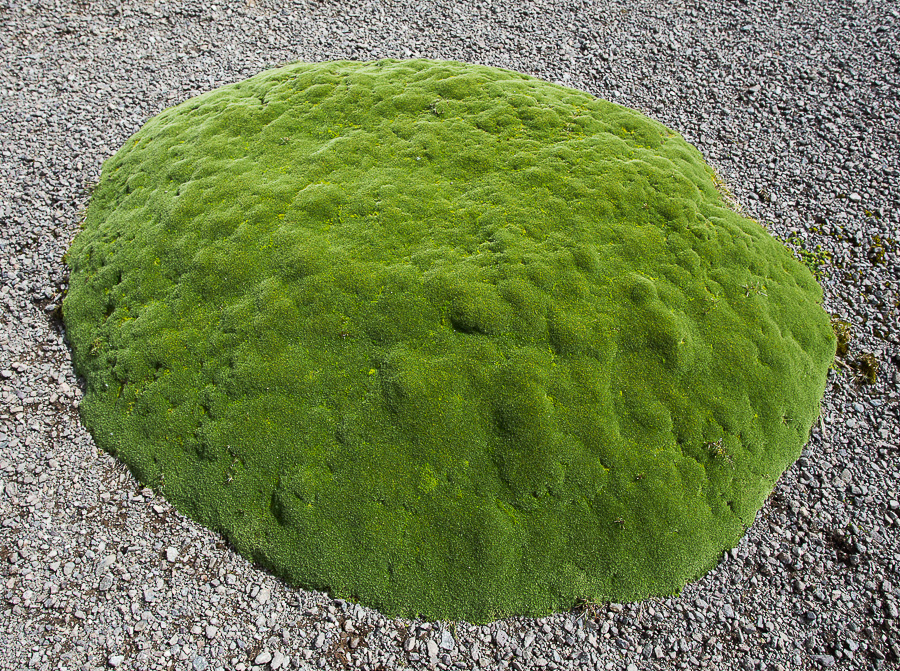
Poduszka Azorella macquariensis na wyspie Macquarie

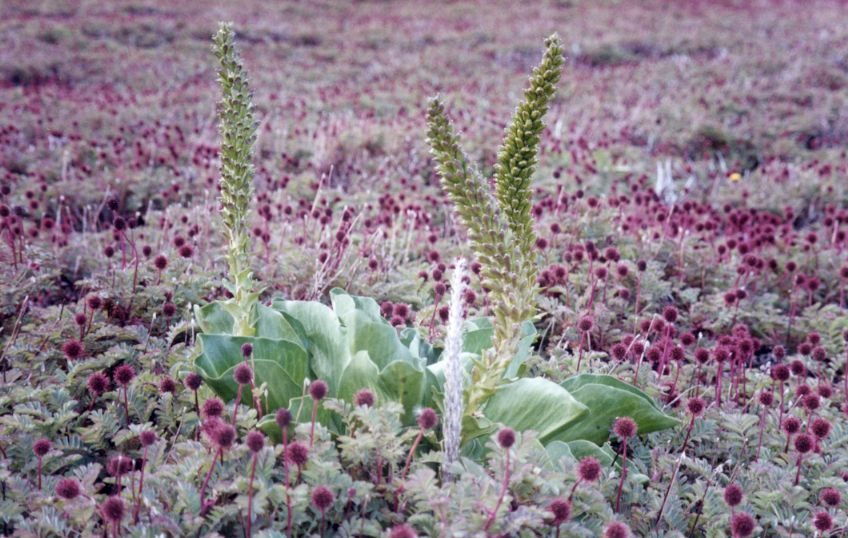
„Kapusta kergueleńska” w darni z aceną na Wyspach Kerguelena

Formację tundry subantarktycznej tworzy w zależności od ujęcia jej zakresu od ok. 70 do 200 gatunków roślin. Występują tu dwa monotypowe rodzaje endemiczne: Pringlea i Lyallia. Różne gatunki endemitów występują na poszczególnych wyspach, mając na ogół wysoki udział w ich florze, w sumie osiąga on około 30%. Na wyspach Tristan da Cunha występują 44 gatunki roślin naczyniowych, na Gough – 60 gatunków, w prowincji Kerguelena (wyspy subantarktyczne na Oceanie Indyjskim) rośnie 45 gatunków, z czego na samych Wyspach Kerguelena 36 gatunków. Na mniejszych i położonych dalej na południu wyspach gatunków jest mniej, np. na Wyspach McDonalda rośnie 5 gatunków roślin naczyniowych. O ile zróżnicowanie flory roślin naczyniowych nie jest wielkie, o tyle bardziej bogata jest flora mszaków i porostów, obejmująca na samych Wyspach Kerguelena ponad 200 gatunków (na Wyspach McDonalda jednak są to już tylko 4 gatunki mszaków i 8 porostów). 
Wyspy subantarktyczne w czasie plejstoceńskich zlodowaceń pozostawały refugium dla miejscowej flory i populacje rodzimych gatunków są potomstwem ocalonych przedstawicieli wcześniejszej flory holantarktycznej.

## Zbiorowiska roślinne
Wyróżnia się tu następujące formacje roślinne:
- roślin poduszkowych,
- półkrzewów, tworzących zbiorowiska podobne do wrzosowisk,
- traw, tworzących zbiorowiska podobne do tussocku,
- wielkolistnych bylin,
- mszysto-sitowe zbiorowiska na torfowiskach niskich,
- wilgotne pustkowia na torfowiskach kołdrowych,
- zarośla karłowych paproci drzewiastych.

Zbiorowiska roślin poduszkowych powstają w miejscach wystawionych na działanie wiatrów, na stokach morenowych i wysoczyznach. Ponad połowa gatunków tworzących poduszki rośnie w miejscach wilgotnych i kwaśnych przyczyniając się do powstawania torfu. Dominują w nich przedstawiciele selerowatych – rośliny z rodzaju Azorella i z asteliowatych – Astelia, z goździkowatych – kolobant (Colobanthus), poza tym Oreobolus obtusangulus, Gaimardia australis, Psychrophila appendiculata, Abrotanella emarginata. Tworzą one poduchy i kobierce o wysokości do 1 m. Rośliny te stanowiąc osłonę od wiatru umożliwiają współwystępowanie innym gatunkom, m.in. z rodzaju Rostkovia oraz mchom hydrofilnym. Często zbiorowiska te tworzą mozaikę z płatami bażyny Empetrum rubrum i traw. 
W miejscach nieco osłoniętych od silnych wiatrów rozwijają się zbiorowiska półkrzewów i krzewinek, głównie z dominacją bażyny – Empetrum rubrum i aceny sinej (Acaena magellanica). Gatunkom tym towarzyszą paprocie, mchy i porosty. Jednogatunkowe zwykle kobierce zimozielonej aceny sinej rozwinęły się w miejscach, gdzie naturalna roślinność zniszczona została niekontrolowanym wypasem roślinożerców sprowadzonych na wyspy przez człowieka.

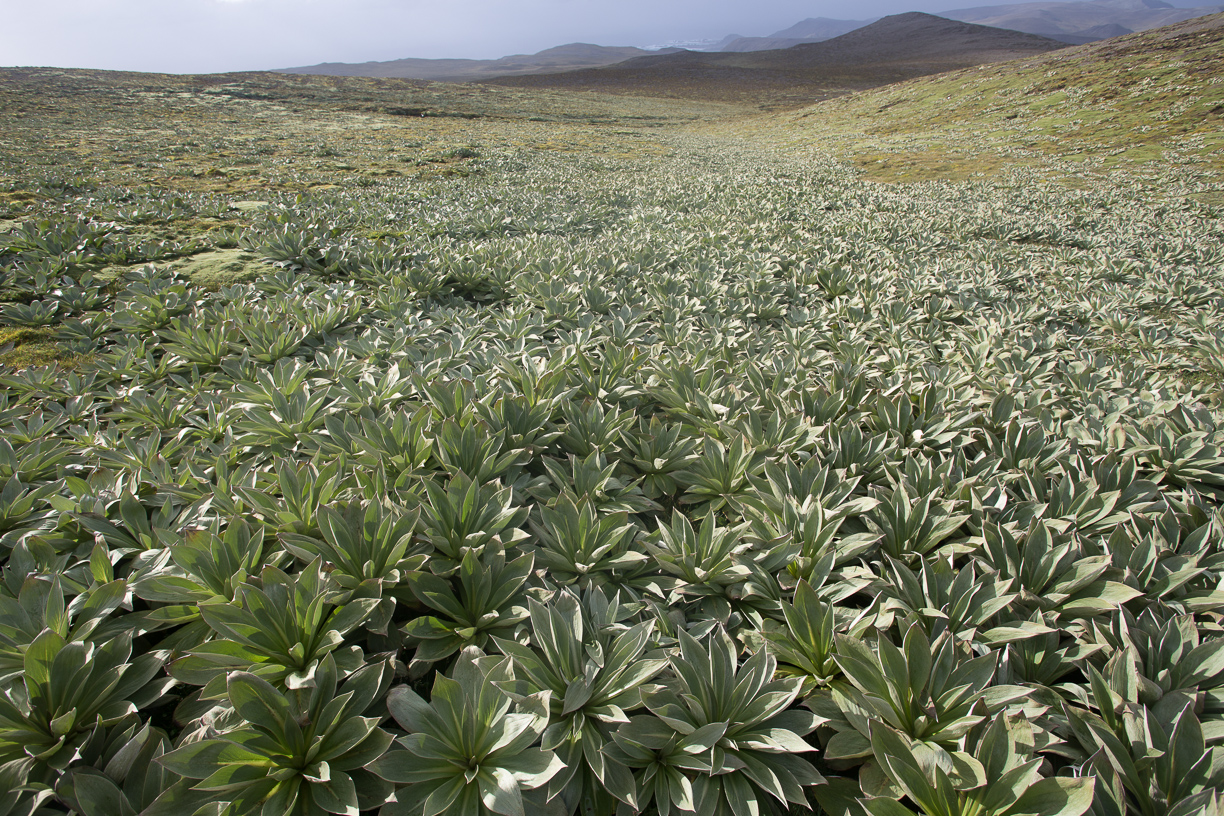
Zbiorowisko bylin z Pleurophyllum hookeri na wyspie Macquarie

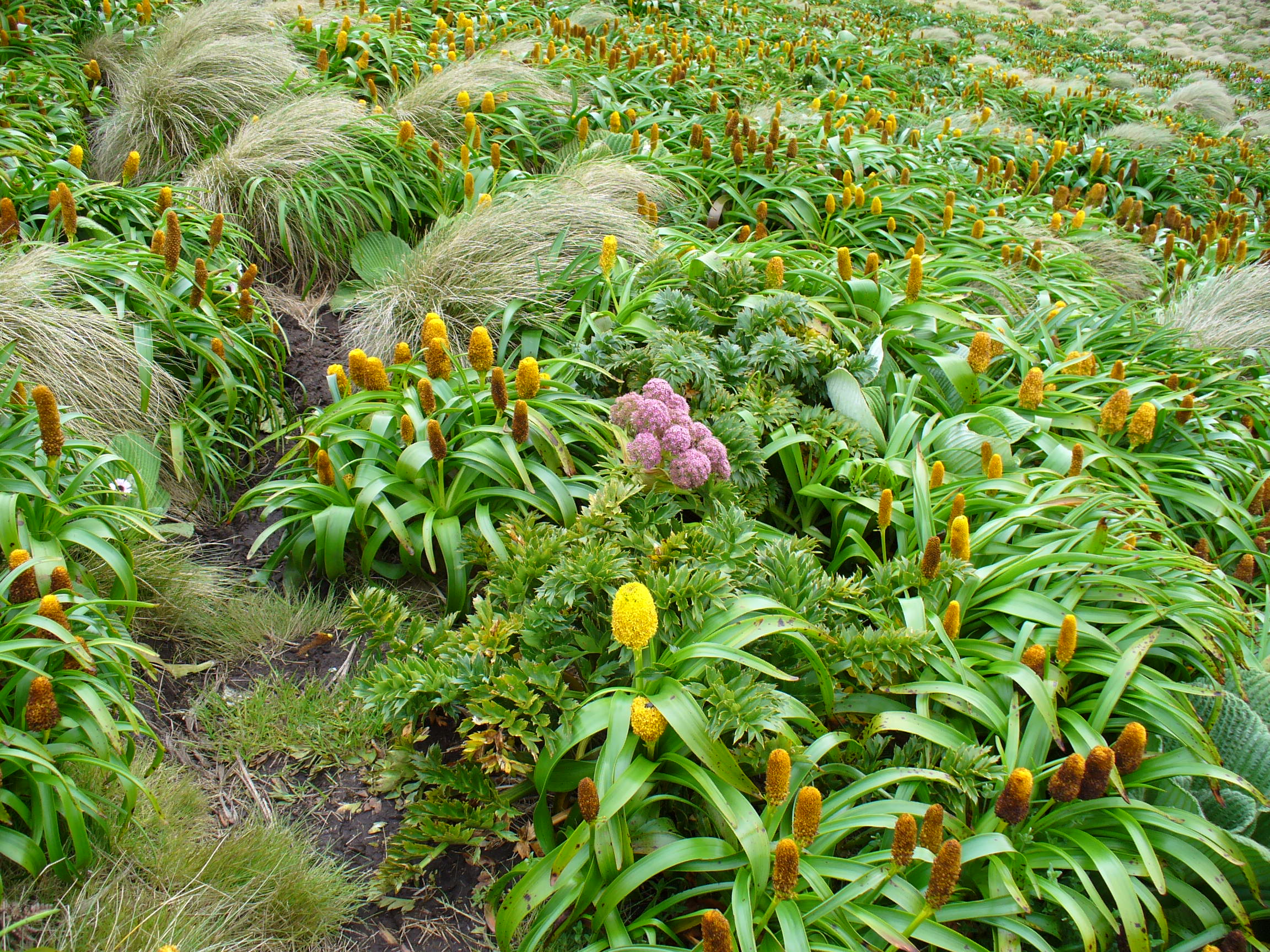
Zbiorowisko bylin z Bulbinella rossi, Anisotome latifolia i Pleurophyllum na wyspie Campbella

Zbiorowiska wielkolistnych bylin są bardzo charakterystyczne dla wysp subantarktycznych. Na wyspach Kerguelena występuje okazały przedstawiciel rodziny kapustowatych – Pringlea antiscorbutica, zwany „kapustą kergueleńską”. Zbiorowiska tego gatunku tworzą się w miejscach zacisznych i wilgotnych, a w dodatku zachowały się tylko w miejscach wilgotnych i na stromych klifach – niedostępnych dla królików. Na innych wyspach występują specyficzne, okazałe i bardzo barwne podczas kwitnienia gatunki z rodzaju Pleurophyllum, Bulbinella rossi, Anisotome latifolia i inne. 
Roślinność trawiasta tworzona jest głównie przez różne gatunki kostrzew (Festuca) i wiechlin (Poa), głównie Poa flabellata (tworzy kępy osiągające do 1,6 m wysokości). Zbiorowiska te tworzą tzw. „wilgotne skępione fitocenozy trawiaste” (ang. wet tussock grassland). W północnej części subantarktyki w zbiorowiska te wkraczają krzewy, np. na wyspie Macquarie – Stilbocarpa polaris (araliowate). W miejscach podmokłych dominują także Chionochloa antarctica i Poa litorosa (ta ostatnia np. na Wyspach Antypodów wspólnie z paprocią Polystichum vestitum). Na Georgii Południowej na glebie mineralnej kępowe zbiorowiska tworzy Poa caespitosa, a na Falklandach zbiorowisko torfotwórcze tworzy trawa Cortaderia pilosa (zwykle wspólnie z Astelia pumila i Rostkovia magellanica). Nad strumieniami zbiorowiska tworzy śmiałek antarktyczny (Deschampsia antarctica) i mietlica – Agrostis magellanica. Formacje trawiaste stanowią ważne siedlisko dla owadów (z powodu wiatrów, głównie bezskrzydłych), stanowią miejsce odpoczynku fok oraz gniazdowania pingwinów i albatrosów. 
Roślinność torfowiskową na mokradłach tworzą głównie mszaki. Torfowiska niskie (ang. low moor) z kobiercami mszaków pokrywają tereny nizinne, czasem urozmaicone jeziorkami, i poprzerastane są nielicznymi gatunkami roślin naczyniowych, głównie z rodziny sitowatych. Na Georgii Południowej dominantem jest Rostkovia magellanica, a towarzyszą jej mchy brunatne, wątrobowce, rzadko także torfowce (torfowiec frędzlowany Sphagnum fimbriatum). Na wyspie Macquarie w podobnych warunkach dominują: Juncus scheuchzerioides i Isolepis aucklandica, którym towarzyszą Agrostis magellanica i śmiałek darniowy (Deschampsia cespitosa).
Tzw. wilgotne pustkowia to torfowiska kołdrowe z bujnym kobiercem mchów poprzerastanych roślinami poduszkowymi, trawami (Agrostis magellanica, Cortaderia pilosa i śmiałek pogięty Deschampsia flexuosa) oraz niskimi krzewami (do 1 m wysokości), z takich gatunków jak: Baccharis tricuneata, Empetrum rubrum i Gaultheria antarctica. 

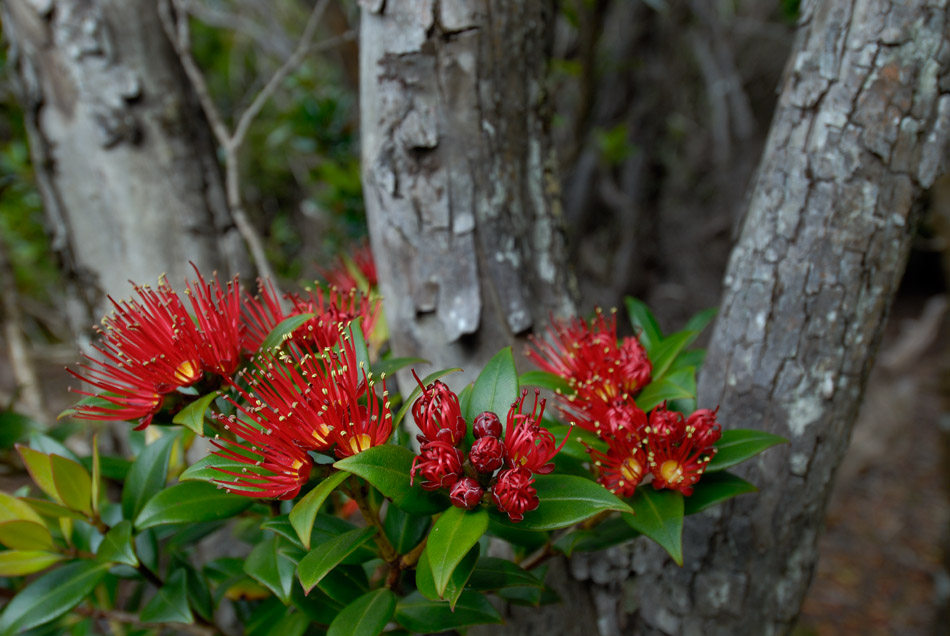
Kwiaty jedynego gatunku niskiego drzewa w subantarktyce – Metrosideros umbellata z Wysp Auckland

W położonych dalej na północy wyspach subantarktyki występują też zarośla karłowych paproci drzewiastych (ang. fern bush). Występują w nich nawet niskie (do 10 m) drzewa drobnolistne (Metrosideros umbellata). Dominują jednak różne gatunki paproci – na Wyspach Auckland m.in.: Blechnum capense, Blechnum durum i Polystichum vestitum (ten ostatni gatunek także na wyspie Macquarie), na wyspie Gough także Asplenium obtusatum. Wspólnie z paprociami zarośla współtworzą wiecznie zielone krzewy: Dracophyllum longifolium, Raukaua simplex, Rapanea divaricata i różne gatunki z rodzaju Coprosma. 
Siedliska inicjalne na podłożu odsłoniętym przez topniejące lodowce zasiedlają w pierwszej kolejności wiechliny – Poa kerguelensis i Poa annua, Colobanthus kerguelensis i rogownica źródlana (Cerastium fontanum), z czasem dołącza do nich kostrzewa – Festuca contracta i w końcu Azorella selago. W różnych miejscach na różnych etapach pojawia się także mietlica – Agrostis magellanica.

## Klasyfikacja ekoregionów WWF
W klasyfikacji ekoregionów WWF formacja tundry na półkuli południowej przypisana jest do pięciu ekoregionów:
- Antarktyczna tundra Ziemi Królowej Marii (Marielandia Antarctic tundra) – tundra polarna Antarktydy Zachodniej
- Antarktyczna pustynia polarna Ziemi Królowej Maud (Maudlandia Antarctic desert) – Antarktyda Wschodnia
- Tundra wysp Morza Scotia (Scotia Sea Islands tundra)
- Tundra wysp południowego Oceanu Indyjskiego (Southern Indian Ocean Islands tundra)
- Tundra subantarktycznych Wysp Antypodów (Antipodes Subantrarctic Islands tundra) – Nowozelandzkie Wyspy Subantarktyczne i wyspa Macquarie

Wyspy na Oceanie Atlantyckim – Tristan da Cunha i Gough zaliczane są do ekoregionu afrotropikalnego.

## Zagrożenia i ochrona
W wielu miejscach roślinność wysp subantarktycznych, zwłaszcza trawiasta, została zniszczona w wyniku żerowania sprowadzonych z Europy królików, owiec i muflonów. Podejmowane są działania zmierzające do usunięcia z wysp introdukowanych zwierząt. Innym problemem jest zawlekanie obcych gatunków roślin. Do problematycznych gatunków inwazyjnych należy tu zwłaszcza mniszek pospolity, poza tym inne gatunki łąkowe takie jak: kłosówka wełnista, rajgras wyniosły, wiechlina łąkowa, różne gatunki z rodzajów koniczyna i komonica. Ogólna liczba gatunków obcych zawlekanych na wyspy, zwłaszcza w rejonie stacji badawczych, przewyższa liczbę gatunków lokalnej flory. Przykładowo na Wyspy Kerguelena zawleczono 68 gatunków, na wyspę Amsterdam – 56. Wszystko są to rośliny pochodzące z Europy. Narastającym problemem jest rozwój turystyki.
W latach 80. XX wieku jedynie 4% powierzchni wysp subantarktycznych objętych było powierzchniowymi formami ochrony przyrody. Później nastąpił postęp i współcześnie w znacznym stopniu poddane zostały ochronie (np. wszystkie Nowozelandzkie Wyspy Subantarktyczne chronione są jako rezerwaty przyrody i są na liście światowego dziedzictwa UNESCO, na liście są też wyspy Heard i McDonalda, chronione także jako ścisłe rezerwaty).